# Свято-Троицкий приход (Берн)
Свято-Троицкий приход (фр. Eglise de la Sainte-Trinite) — приход Лондонской и Западно-Европейской епархии Русской Православной Церкви Заграницей. Проводит богослужения в крипте средневековой готической церкви Антонитеркирхе в историческом центре Берна по адресу: Postgasse 62, CH-3011 Bern.

## История
Русский православный приход в Швейцарии, действовавший при русской дипломатической миссии, был основан в Берне по указом императора Александра I от 24 декабря 1816 года. Он стал первым православным приходом в Швейцарии. Его окормляли священники присылаемые из России.
С 1848 по 1854 год русская церковь в Берне была по политическим причинам закрыта, а в ноябре 1854 году приход был переведён в Женеву.
В 1930-е годы в Берне по инициативе Владимира Николаевича фон Штайгера складывается русская православная община. В это время её опекают священники Крестовоздвиженского собора Женевы Сергий Орлов и Авенир Дьяков. Богослужения совершались хотя и раз в месяц, но регулярно, в чём большая заслуга Андрея Андреевича Штеймана, первого старосты бернского прихода.
Стремление найти постоянное помещение для богослужений увенчалось успехом в 1944 году: 29 октября 1944 года состоялось освящение храма во имя Святой Троицы, которое совершил настоятель женевского собора архимандрит Леонтий (Бартошевич) в сослужении с Авениром Дьяковым. С тех пор и по сей день храм располагается в исторической части Берна, в крипте средневековой готической церкви. Здание бывшей церкви, принадлежавшей ордену госпитальеров, или монахов-доминиканцев, позже здесь хранили зерно, устроили каретный сарай, а затем антикварный магазин.
В 1946 году настоятелем прихода становится священник Павел Проскурников. С большим энтузиазмом создавал он церковную жизнь прихода: заботился о благолепии храма, организовал хор, проводил уроки Закона Божьего, занимался благотворительностью и сбором средств для нуждающихся.
20 марта 1949 года был принят Устав общины, действующий до сих пор. Документ представляет собой перевод на немецкий язык Приходского устава, принятого на Поместном соборе Русской Православной Церкви 1917—1918 годов.
В 1961 году настоятель принял монашество с именем Петр и вслед за этим был возведен в сан архимандрита.
Осенью 1965 года трицкий храм посетил первоиерарх Русской Православной Церкви Заграницей митрополит Филарет (Вознесенский) в сопровождении владыки Антония (Бартошевича).
В 1968 году архимандрит Петр (Проскурников) ушёл на покой, в 1969 году его заменил священник Владимир Игнасте. Он ввёл в богослужение немецкий язык.
После смерти протоиерея Владимира Игнасте в 2010 году на приходе в течение двух лет служил клирик Женевского собора протоирей Емилиан Починок. Литургию служили по субботам. Были организованы паломничества, в том числе к мощам святителя Николая в Бари.
Наконец 26 декабря 2012 года архиепископ Женевский и Западноевропейский Михаил (Донсков) поставил для храма священника Иоанна Чурина, который с тех пор является священником прихода.

## Настоятели
- священник Василий Разумовский (февраля 1817—1830)
- священник Симеон Красноцветов (1830 по 1832)
- священник Иоанн Гуляев (1832—1836)
- священник Иоанн Грацианский (1836—1838)
- протоиерей Лев Каченовский (1838—1847)
- священник Василий Полисадов (май 1847—1848)[3]
- архимандрит Петр (Проскурников) (1946—1969)
- митрофорный протоиерей Владимир Игнасте (1969 — 9 сентября 2010)
- протоирей Емилиан Починок (2010—2012) и. о.
- иерей Иоанн Чурин (с 26 декабря 2012)